# Niamey
Niamey je hlavní a zároveň největší město Nigeru. Leží na řece Niger, převážně na jejím levém břehu. Je administrativním, kulturním a ekonomickým centrem země. S více než dvěma miliony obyvatel je nejlidnatějším městem státu.
Ve srovnání s jinými nigerskými městy, jakými jsou Agadez nebo Zinder je Niamey mladým sídlem. Vzniklo totiž z iniciativy tehdejší koloniální mocnosti (Francie) v 20. století přestavbou původního vojenského tábora, resp. opevnění.

## Název
Název Niamey se poprvé objevil v roce 1898 v zápisech z expedice vedené francouzským důstojníkem Émile Auguste Léonem Hourstem. O jeho původu existuje řada legend; podle jedné z nich pochází z místního jazyka a znamená matčino napajedlo (Nya-me), podle jiné vzniklo z proslovu náčelníka kmene Kallé, který svým lidem řekl „Oua niammané“ (Vezměte si tuto zemi). Žádná z těchto teorií však není etymologicky doložená.

## Přírodní poměry

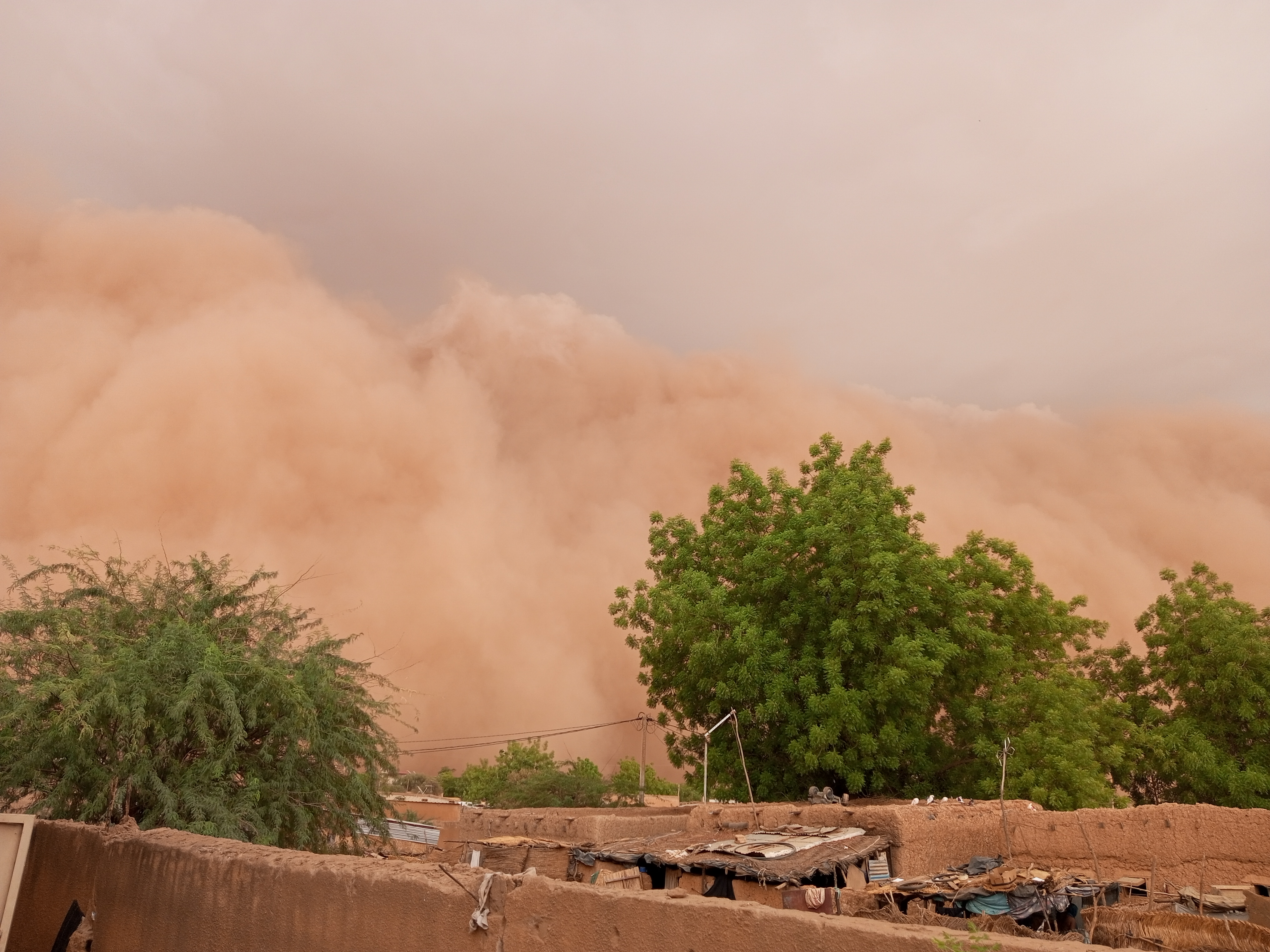
Písečná bouře směřující do města.

Niamey se rozkládá na jihozápadě země. Má rozlohu 255 km2 a leží v nadmořské výšce přibližně 220 metrů nad mořem. Jeho zástavba zasahuje na dvě náhorní plošiny, které rozděluje řeka Niger. Město bylo založeno na východě řeky („levý břeh“). Niamey je zcela obklopeno regionem Tilláberi a jeho departmentem s názvem Kollo. Sousedními obcemi Niamey jsou Karma na severozápadě, Hamdallaye na severovýchodě, Liboré na jihovýchodě a Bitinkodji na jihozápadě.
Převážná většina místních obyvatel, stejně jako vládních a komerčních budov se nachází na již zmíněném levém břehu. Ve městě jsou tři mosty spojující břehy Nigeru – Most Kennedyho, Most přátelství a Třetí most. Oblast západního břehu zahrnuje hlavně obytné oblasti a Univerzita Abdou Moumouni. Metropolí prochází důležitá mezinárodní silnice Dakar – N’Djamena, která spojuje 7 zemí a 5 hlavních měst.

### Podnebí a vodstvo
Niamey má vlhké a horké podnebí s průměrnou roční teplotou v rozmezí 22–36 °C. Nejstudenější je leden s průměrnou teplotu 26 °C, kdežto nejteplejší je duben s 41 °C. Nejnižší teplota zde byla naměřena v roce 2007 (23,5 °C) a nejvyšší potom 36,6 °C. Podnebí je polosuché; nejvíce srážek spadne v období od května do září. Potom trvá období sucha. Průměrný úhrn srážek se pohybuje okolo 560 mm.
Řeka Niger má nejnižší stav vody v období od dubna do června. Kromě veletoku zde ještě existuje suché koryto Gouti-Yéna, které se zaplní vodou pouze při větších srážkách.
Město je značným způsobem ohroženo povodněmi a také do velké míry změnou klimatu.

## Historie

### Francouzská vláda

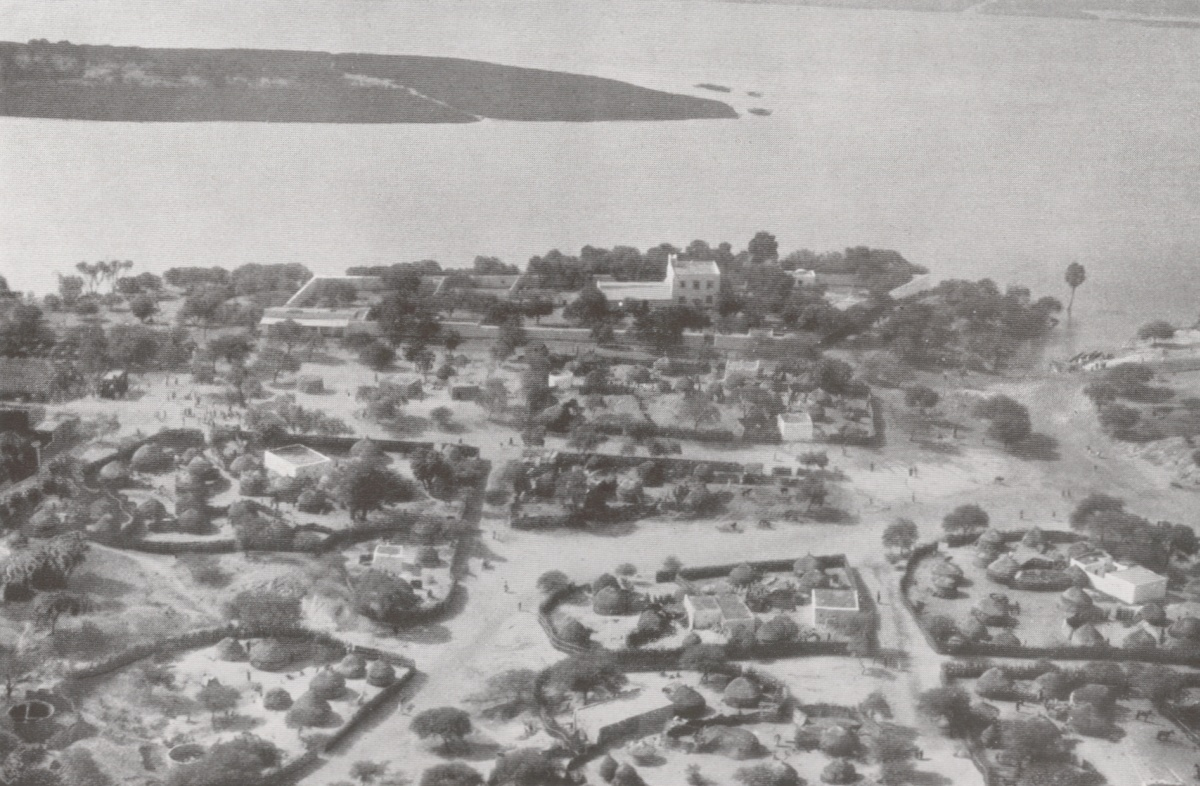
Niamey v roce 1930. Velký dům uprostřed je rezidence francouzského guvernéra.

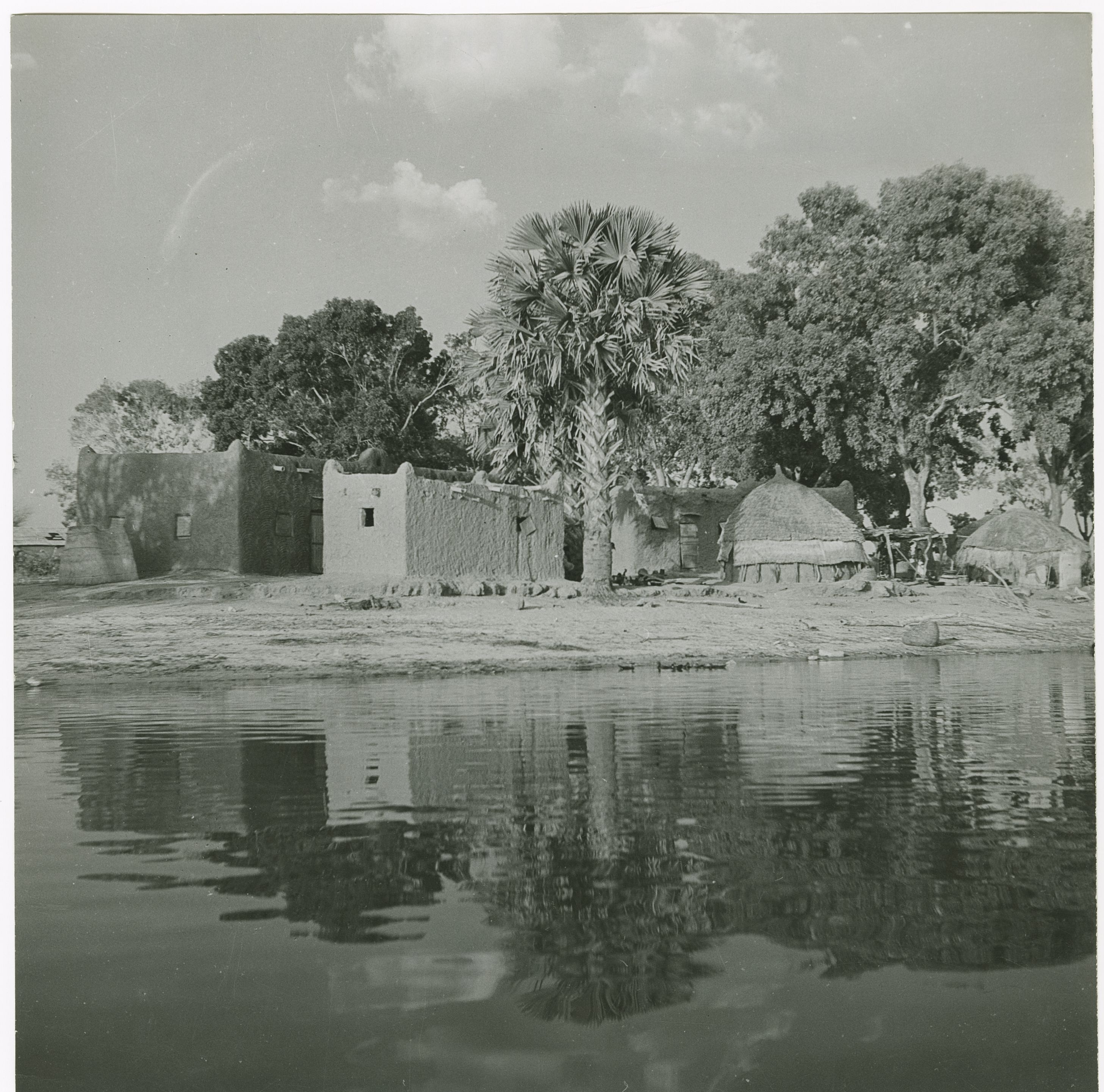
Hliněný dům na břehu Nigeru v roce 1961.

Jak již bylo uvedeno, je Niamey velmi mladým městem. Vzniklo na začátku 20. století. Je sporné, jaké sídlo stálo na místě dnešní metropole, předpokládá se, že zde existovalo ale více vesnic. Původními obyvateli oblasti byli Songhajové. Evropští objevitelé sem dorazili poměrně pozdě, neboť oblastí dnešní metropole nevedla žádná tradiční obchodní stezka. Jižní části Nigeru sice objevili Heinrich Barth a Charles Monteil, nicméně směrem severnějším nezavítali.
Oficiálně bylo město založeno dne 15. května 1902, kdy zde vznikla pod vedením kapitána Henriho Salamana vojenská základna. Francie zde potřebovala zajistit přítomnost vlastní armády, neboť si na oblast činili nárok i Britové. Navíc docházelo k vzpourám místního obyvatelstva. V letech 1901 až 1903 postihlo okolní region značné sucho, a tak se k táboru vojáků přemístili vesničané, kteří utekli před hladem. Tím vzniklo sídlo okolo původní fortifikace. V roce 1903 bylo Niamey prohlášeno za administrativní sídlo Vojenské oblasti Nigeru (německy Territoire Militaire du Niger). K 1. lednu 1911 Francouzi změnili sídlo své kolonie na Zinder, který ležel více na východ, a který byl po všech stránkách starším a tedy lépe fungujícím městem. V letech 1913 a 1914 došlo opět k vlnám sucha, které vyhnalo další vesničany a rozšířilo Niamey do podoby menšího města. Vojenská oblast byla zrušena v roce 1920 a o dva roky později se Niamey stalo oficiálně součástí francouzské kolonie Niger.
Prvním guvernérem nové kolonie se stal Jules Brévié. Ten v roce 1927 vrátil zpět sídlo kolonie do Niamey. Zinder se nacházel příliš blízko hranicím s britskými koloniemi a byl také postižen suchem. Niamey se rozrůstalo jako město rozdělené na dvě části; evropskou, která byla umístěna na plošině o výšce cca 40 metrů nad řekou Nigerem, a africkou, která první uvedenou obklopovala, a jejíž uliční síť byla zorganizována dle tehdy oblíbené tradice do šachovnicového vzoru. Na počátku 30. let 20. století dorazila do Niamey třetí vlna uprchlíků z venkova, který byl zasažen suchem. Roku 1937 byl vypracován první územní plán pro město.
Za druhé světové války v oblasti nedošlo k žádným střetům. Celá Francouzská Západní Afrika byla pod kontrolou Vichistické Francie. V té době zde žilo okolo osmi tisíc lidí, tento počet se začal po skončení konfliktu zvyšovat.
Francouzské koloniální úřady zde chtěly vytvořit vzdělanou elitu místního obyvatelstva, které by byly úřady postupně předávány. To zvýšilo zájem místních se přesunout právě sem. Na přelomu 40. a 50. let 20. století zde byl uskutečněn rozsáhlý program výstavby, na základě něhož byla vybudována radnice, nemocnice a několik škol. Růst města probíhal hlavně směrem na severovýchod a podél břehu řeky Nigeru.
V roce 1954 byla obec povýšena a mohla již pomýšlet i na vlastní samosprávu. Prvním zvoleným starostou města byl Djibo Bakary, který se později stal i prvním místopředsedou nigerské vlády. Roku 1959 však byly samosprávné orgány zrušeny a město bylo řízeno zvláštní komisí pod vedením prezidenta.

### Niamey v nezávislém Nigeru
Niamey se v roce 1960 stalo hlavním městem nezávislého státu Niger. Již v roce 1961 byla ustanovena diecéze Římskokatolické církve a Hippolyte Berlier se stal prvním biskupem. O tři roky později začala vysílat první televizní stanice – Télé Sahel. V roce 1971 otevřela své brány univerzita a o rok později i mezinárodní letiště.
Administrativní reformou v roce 1966 byl starosta metropole jmenován přímo prezidentem republiky. Živelný růst města vyůstil ve vznik řady slumů (prvním byl Talladjé v roce 1966) na jeho okrajích. V závěru 60. let 20. století byl postaven rovněž i první most přes Niger (Kennedyho most). Tím se mohla metropole rozšiřovat i na druhý břeh veletoku. V roce 1984 byl ustanoven systém členění města na pět obvodů. Každý z nich měl tehdy svého vlastního starostu.
Již zmíněný dramatický růst počtu obyvatel se drasticky podepsal na podobě Niamey. Vznikaly nové a rozsáhlé části města, které tvoří především domy postavené z hlíny a slámy. Některé slaměné přístřešky si jejich obyvatelé po vystěhování postaví velmi snadno jinde. Slumy se tak přesouvají. Infrastruktura města tak přestala dostačovat a stala se zcela přetíženou. V 70. a 80. letech nicméně Niger zažíval příliv prostředků z těžby uranu, díky čemuž bylo možné rozvíjet infrastrukturu. V této době vznikla také řada výškových budov ve středu metropole. Nový územní plán dostalo město v roce 1984, jeho realizace však narážela na praktické překážky, především na sílící množství přistěhovalců ze zbytku státu. I tak nicméně byla stanovena podoba uliční sítě a vytyčeny nové komunikace. Hranice města se posunuly do té míry, že plocha metropole dosáhla rozhlohy 4400 ha.
Roku 1988 byl okolo města vysázen rozsáhlý zelený pás z eukalyptů, které měly bránit prašným bouřím a obecně vlivům pouště směrem k městu.
Po politických změnách na počátku 90. let došlo k liberalizaci poměrů. Došlo také k renesanci muslimského uvědomění ve městě. To mělo vliv na pořádání některých akcí (např. módní přehlídky).

### 21. století

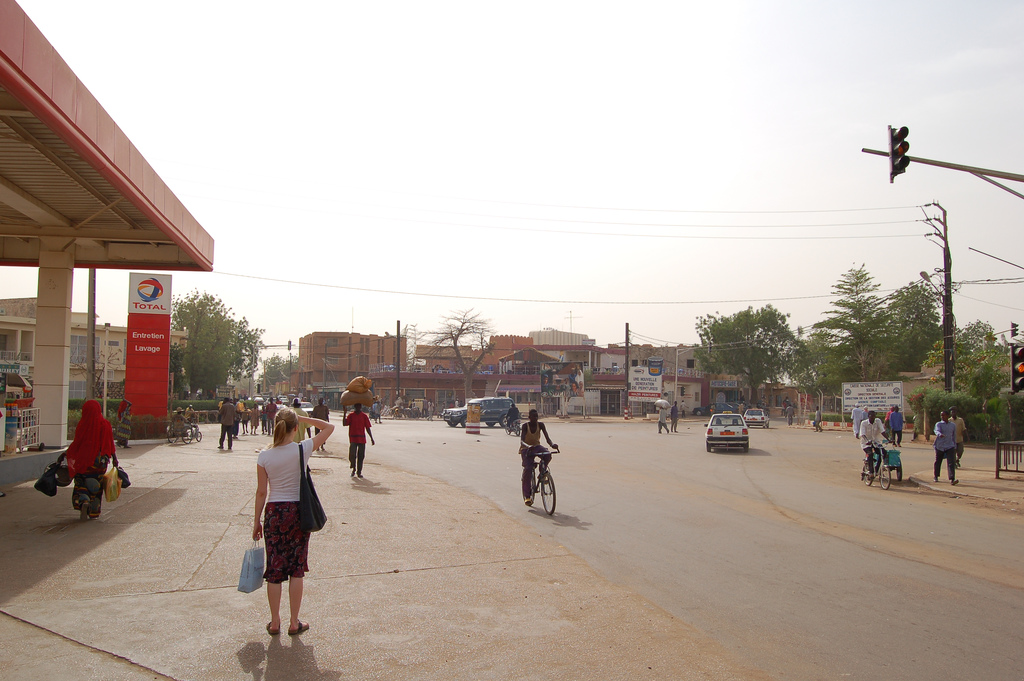
Ulice v Niamey v roce 2006.

V roce 2001 byla sousední obec Liboré připojena k Niamey jako obvod Niamey VI, nicméně toto rozhodnutí bylo zrušeno a Liboré se stalo opět samostatnou obcí.
V roce 2005 se v Niamey konaly 5. Hry Frankofonie. V témže roce mělo 54,4 % domácností v hlavním městě elektřinu a 38,3 % potom přípojku k vodovodní síti.
V srpnu 2012 zasáhla město velká povodeň, kdy hladina Nigeru vystoupala nejvýše od roku 1929. Velká voda zničila několik čtvrtí a zanechala okolo 20 000 lidí bez domova. Povodně se v Niamey opakují často; město bylo zasaženo i v roce 2019 a i později. V roce 2019 zde otevřel své brány i hotel Radisson Blu.
Ve městě se nacházela americká základna. Svoji základnu zde měla i německá armáda (Bundeswehr) a francouzské vojsko. Cílem přítomnosti cizích vojsk v hlavním měste je dohlížet na implementaci podmínek mírové dohody po skončené občanské válce. Mise byla ukončena v roce 2023. Důvodem byl vojenský puč; pučisté s prodloužením přítomnosti západních armád nesouhlasili.
V rámci modernizace a zvelebení města byly vybudovány nové památníky na křižovatkách po celém Niamey. V roce 2025 byl připravován nový územní plán metropole. V současné době se hlavní město rozkládá na ploše přes 33 tisíc hektarů. Centrum města se transformuje tím způsobem, že obytné domy jsou bourány a nahrazují je kanceláře a vícepatrové objekty; nové obytné domy zato rostou na okrajích města.

## Obyvatelstvo

### Struktura obyvatelstva

Vývoj počtu obyvatel Niamey.

Největšími etnickými skupinami ve městě jsou Songhajové a Zarmové, kteří dohromady tvoří 51,1 % celkové populace, následují Hausaové (34,4 %). To vede k tomu, že mimo úředně používané francouzštiny jsou zde zastoupeny i další místní jazyky (hauština, zarma) apod. Po nějakou dobu bylo město (s výjimkou francouzštiny) na úrovni místních jazyků bilingvní.
Z původně ani ne desetitisícového města v polovině 20. století vznikla milionová metropole, která i nadále roste. Předpokládá se, že do roku 2050 bude mít Niamey 6,7 milionu lidí. V 2. dekádě 21. století patřilo k nejrychleji rostoucím městům na světě.

### Náboženský život
Více než 90 % obyvatel města tvoří muslimové. Zastoupena je ale i malá křesťanská menšina. V II. okrese se nachází velká mešita.

## Obecní správa a politika

### Místní části
Město Niamey se skládá z pěti obvodů, které jsou označeny římskými číslicemi I–V. Niamey I–IV leží na levém břehu a poslední na břehu pravém. Každý obvod je dále rozdělen na ještě menší městské části, kterých je celkem 106.

### Správní území
Město má status samostatného regionu a je rovnoprávné s ostatními částmi Nigeru.

### Zastupitelstvo a starosta
V čele regionu hlavního města stojí guvernér, v čele města Niamey potom starosta, který je členem a předsedou zastupitelstva. To má 58 členů; 45 je voleno v přímé volbě, 13 zastupuje místní náčelníky (francouzsky chefferie traditionnelle). V zastupitelstvu působí různé politickéstrany.

### Ostatní instituce
Ve městě sídlí instituce státní správy a vlády. Vládní čtvrť se nachází poblíž prezidentského paláce. V její bezprostřední blízkosti se nachází potom oblast, v níž jsou umístěna velvyslanectví jednotlivých zemí.

## Hospodářství

### Zemědělství

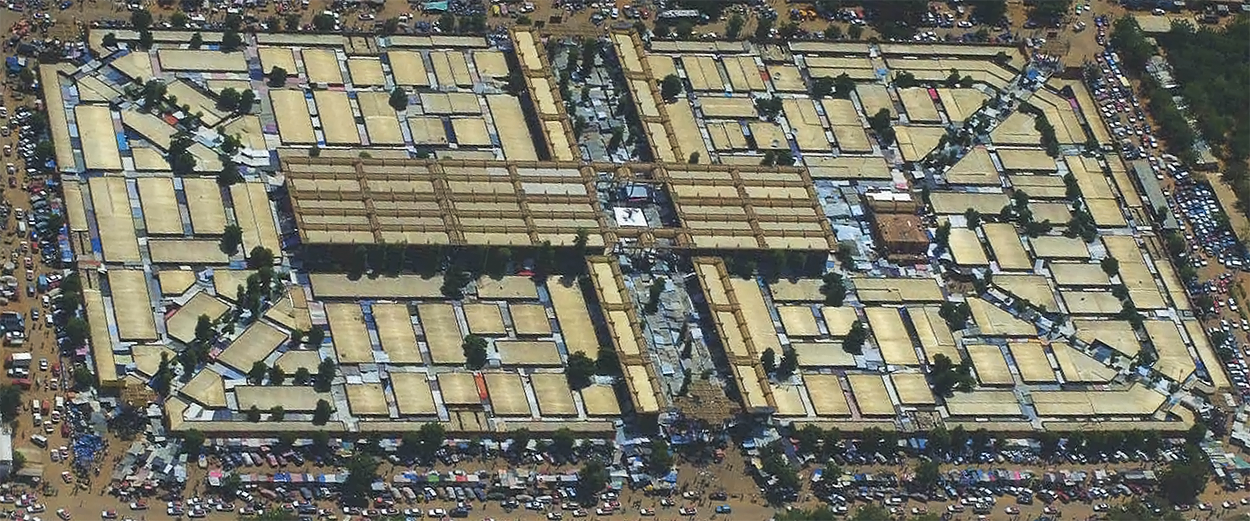
Letecký pohled na Velkou tržnici.

Okolní půda není příliš úrodná. Obdělávány jsou nicméně louky a zelené pásy na březích Nigeru. Pěstována je např. rýže. Palivové dříví se musí do Niamey dovážet, většinou z Beninu. Vlivem urbanizace se množství obdělávané plochy v hranicích města snížilo od roku 1989 o polovinu.

### Průmysl
Niamey má velmi omezené průmyslové kapacity, což je dáno i faktem, že sem bylo historicky velmi omezené železniční spojení.

### Služby
Ve městě se nenachází příliš obchodních domů, které jsou typické pro Evropu, Severní Ameriku nebo Austrálii. Většina obyvatel nakupuje potřebné zboží a suroviny na různých tržištích. Nejsou zde ani příliš zastoupeny různé globální společnosti. Hospodářství města je postaveno na obchodu a na řemeslech.
Mezi nejznámější tržnice ve městě patří Velký trh, který zničil požár v roce 1982, a stojí v III. správním obvodě. Na Malém trhu se obchoduje hlavně s potravinami, zeleninou, ovocem a kořením. Mezi oběma tržnicemi se nachází řada dalších obchodů.

### Turistika
Niamey patří k velmi málo turisticky navštěvovaným metropolím, a to i na poměry západní Afriky.

## Doprava

### Silniční doprava

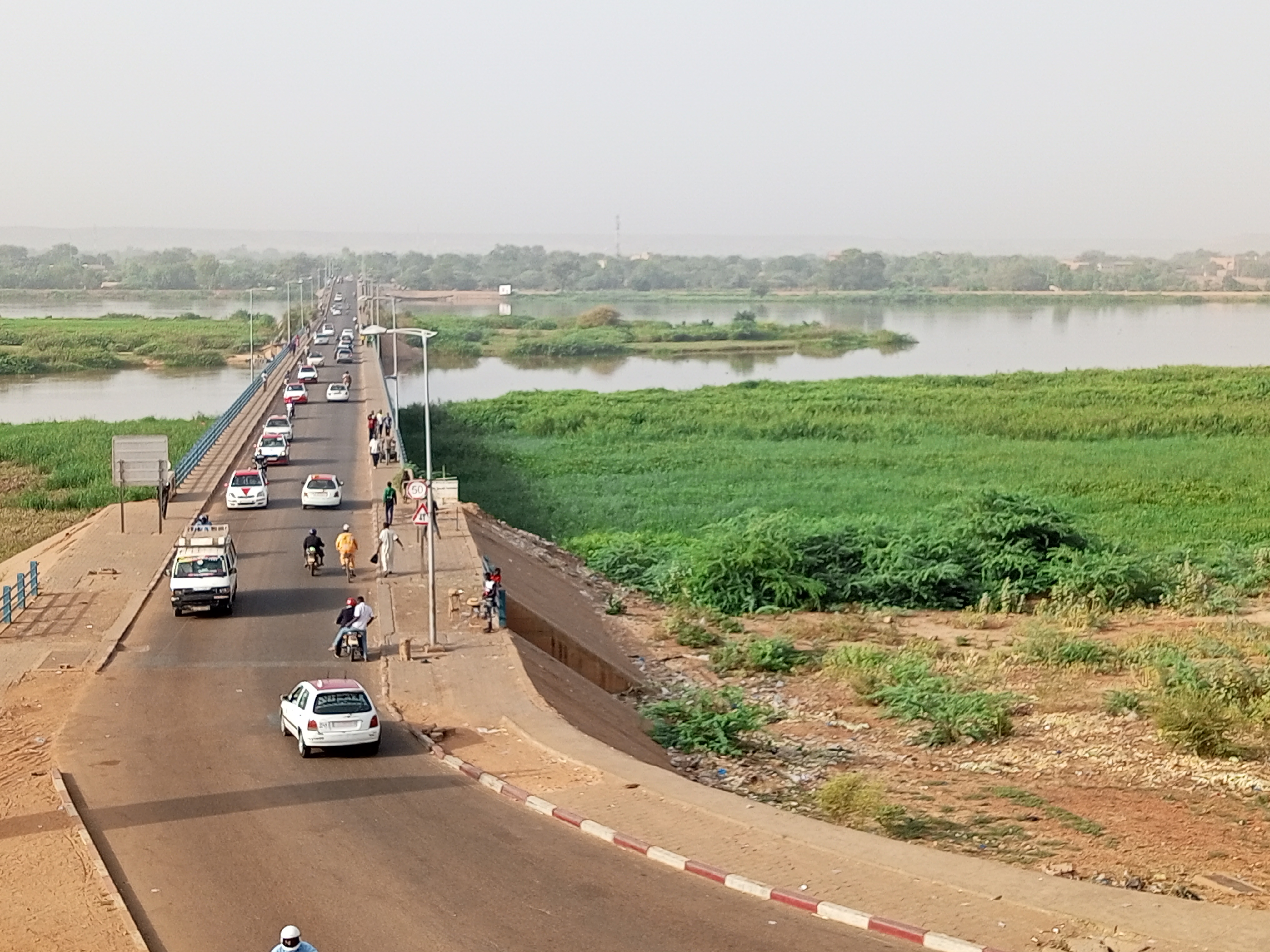
Kennedyho most.

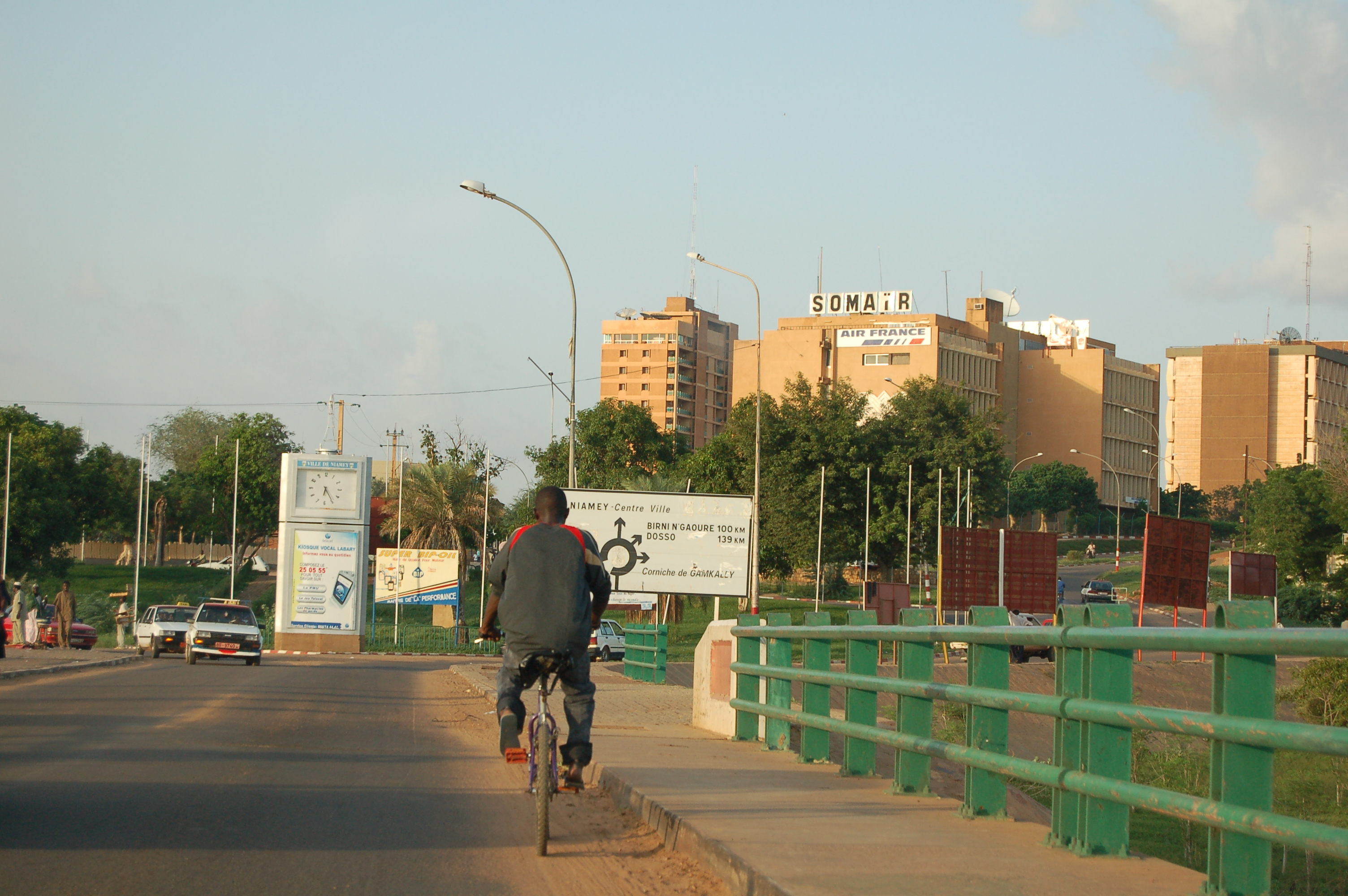
Pohled od řeky k středu města.

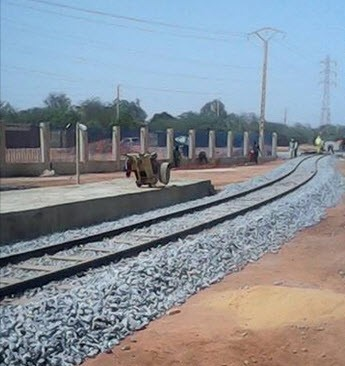
Vlak na trati do města Niamey.

Na rozdíl od řady dalších měst západní, resp. subsaharské Afriky má Niamey široké bulváry, které zlepšují dostatečně problematickou dopravní situaci. Běžné jsou mimoúrovňová křížení, kruhové objezdy a další stavby, které zlepšují mnohdy chronické dopravní zácpy. Ty se vytvářejí především v prostoru velké tržnice, kde je velká koncentrace lidí.
Mezi nimi vyniká např. třída Mali Béro, kterou nechalo v roce 2005 město vyasfaltovat. Mezi další významné ulice patří třída Heinricha Lübkeho nebo třída Françoise Mitterranda. Některé další třídy byly nicméně po roce 2023 z rozhodnutí vlády přejmenovány, aby neodkazovaly na původní kolonizační mocnost.
Pouliční osvětlení je zde rozvíjeno za pomoci rozvojové spolupráce, např. v podobě lamp na solární energii.
Meziměstská doprava je převážně autobusová.

### Železniční doprava
Místní železniční stanice byla otevřena roku 2014. Železniční trať vede na území Beninu a dále na pobřeží Atlantského oceánu. Význam má především pro nákladní dopravu.

### Vodní doprava
Na řece Nigeru se nachází také malý přístav. Slouží pouze nákladní dopravě; doprava osobní není na veletoku Nigeru provozována.

### Letecká doprava
Niamey má svoje mezinárodní letiště (Diori Hamani). Stojí cca 12 km od města. Renovováno bylo v 2. dekádě 21. století.

### Městská doprava
Město s více než milionem obyvatel nemá odpovídající síť veřejné dopravy. Rozšířené jsou např. tříkolky nebo soukromá sdílená taxi. Kolejová doprava pro město nebo širší region neexistuje.

## Společnost

### Školství
V Niamey je přes 400 základních škol, z nichž bylo k roku 2013 asi sto soukromých. Některé školy jsou náboženské (muslimské). Od roku 1971 zde působí Univerzita Abdou Moumoniho, která byla ustanovena na pravém břehu řeky Nigeru. Má několik fakult. V Niamey sídlí také pobočka Pasteurova institutu a stálý výbor pro boj se suchou půdou v Sahelu.

### Zdravotnictví
Ve srovnání se značně omezenou lékařskou péčí ve velké části země jsou zdravotnická zařízení v metropoli na vyšší úrovni. 60 % nigerských lékařů působí v Niamey, stejně jako 40 % porodníků a 30 % zdravotních sester. Jsou zde dvě nemocnice (národní nemocnice a Národní Lamordého nemocnice). Mimo to jsou zde i kliniky soukromé.

### Média
Většina nigerských novin je vydávána právě v Niamey. Jedná se např. o Sahel Dimanche a Le Sahel, dále potom La Hache, Le Canard Déchaîne, Libération, Le Républicain, La Roue de l'Histoire, L'Evénement, La Griffe, Alternative a Le Témoin. Rozšíření médií brání pořád zastoupená negramotnost obyvatelstva především na vesnici. Kromě toho z Niamey vysílá i televize a několik stanic rozhlasu.

### Sport
Mezi rozšířené sporty v Niamey patří především fotbal. Národní fotbalový stadion Seyni Kountchého pořádá zápasy jak domácích týmů, tak i mezinárodní utkání. Fotbalová mužstva existují po celém městě. Sídlí zde i národní basketbalová liga a pořádají se zápasy ve wrestlingu. V blízkosti stadionu se nachází ještě kryté multifunkční sportovní zařízení – Palác sportu.

## Životní prostředí

### Odpadové hospodářství

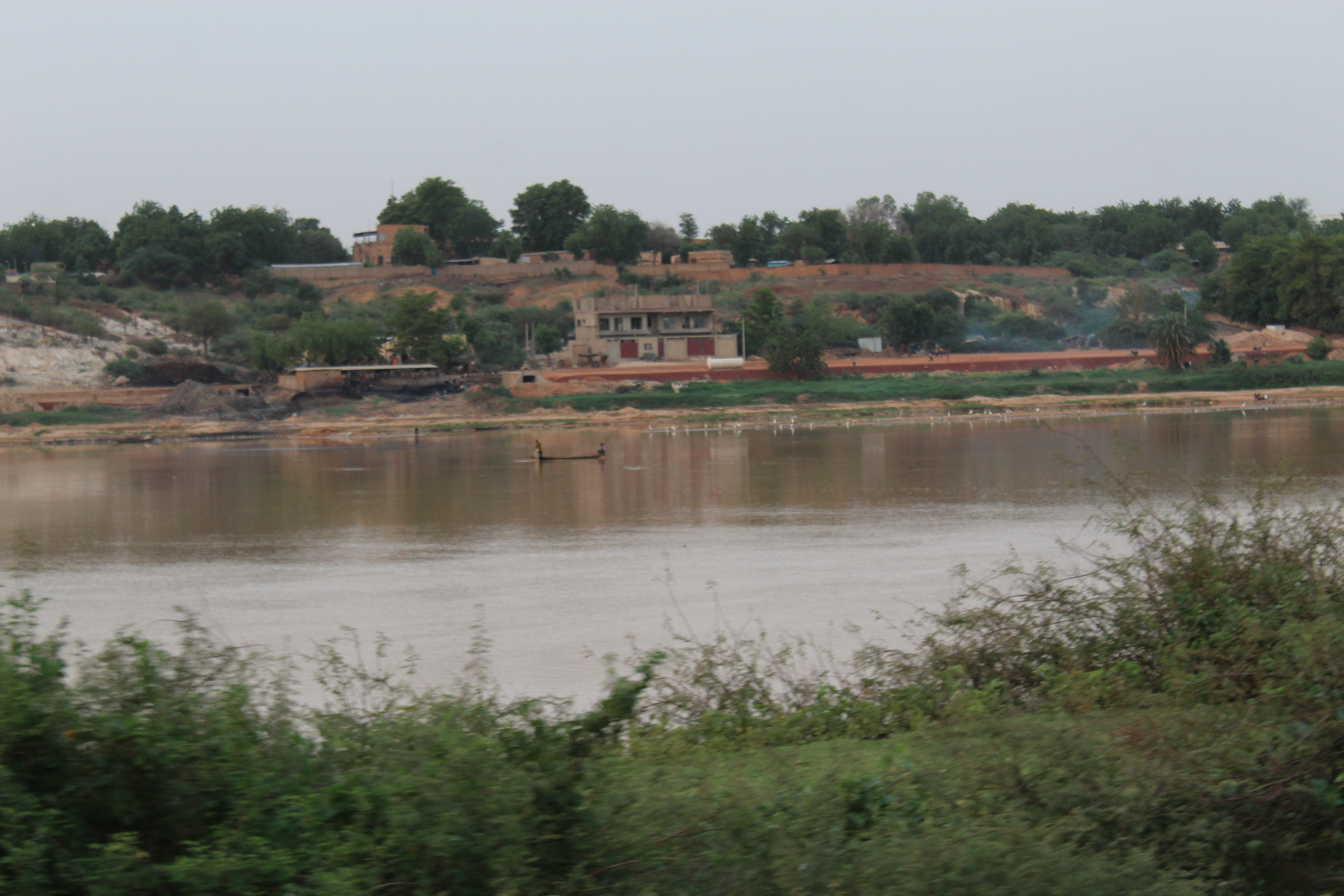
Řeka Niger v blízkosti města.

V Niamey se vyprodukuje asi 1400 tun odpadů denně. Struktura odpadu zahrnuje především organický odpad, čímž se odlišuje od odpadu, který je ve městech např. v Evropě. Město nemá standardizovaný způsob svozu odpadů. Někdy jsou odpadky páleny na okraji města; obyvatelé bohatších částí Nigeru si platí vlastní svoz, který mnohdy ale odpad jen převáží do slumů nebo jinak méně rozvinutých částí Niamey. Konají se někdy veřejné akce na podporu zvýšení čistoty města. Časté je znovuvyužívání materiálů, např. kovů apod.

### Znečištění
Ovzduší je znečištěné silniční dopravou a pálením odpadků. Smog, který se zde objevuje, velmi zásadně snižuje kvalitu života ve městě. Město nemá žádné parky nebo lesy; při jeho rozvoji byly skromné lužní lesy při řece Nigeru zničeny – dřevo bylo vytěženo buď jako stavební materiál nebo pro otop.

## Bezpečnost
Po roce 2023 došlo ke zhoršení bezpečnostní situace a k nárůstu teroristických útoků i Niamey a jeho okolí.

## Kultura

### Kulturní instituce a konferenční centra
Národní muzeum Nigeru bylo ustanoveno v roce 1959 a je věnováno kultuře Nigeru a historii země a místního obyvatelstva. Součástí muzea je i zoologická zahrada. V muzeu jsou např. uloženy části stromu v Ténéré, který rostl osmaoceně v poušti až do roku 1985.
Město má také několik víceúčelových kulturních center. Mezi ně patří např. Francouzsko-nigerské kulturní centrum (francouzsky Centre Culturel Franco-Nigérien), které sídlí nedaleko národního muzea, a pořádá divadelní a jiná představení, dále filmová promítání nebo koncerty. Kulturní centrum Oumarou Gandy bylo dokončeno v roce 1980, pojmenováno je podle místního filmového režiséra a má kapacitu 5000 míst. Slouží pro důzné koncerty a divadelní nebo filmová představení. Americké kulturní centrum disponuje knihovnou s 3000 knihami v angličtině i francouzštině.
Ve městě také stojí Ghándího konferenční centrum (francouzsky Centre de Conférence Gandhi) a v jeho blízkosti i kongresový palác.

### Kulturní akce
V Niamey se pravidleně koná Mezinárodní festival africké módy (francouzsky Festival International de la Mode en Afrique), a to již od roku 1988. Je zde také pravidelný mezinárodní festival filmový, který se věnuje otázkám životního prostředí.